# Александров, Авраам Яковлевич
Авраам Яковлевич Александров (27 апреля 1915, Житомир — 18 сентября 1983, Новосибирск) — советский учёный, доктор технических наук (1948), профессор (1948), специалист по теории упругости и в сфере прочности летательных аппаратов, лауреат Государственной премии СССР (1980).

## Биография
Родился 14 апреля 1915 года в Житомире. В 1939 году окончил Ростовский институт инженеров железнодорожного транспорта.
В 1939—1946 годах трудился на оборонном предприятии.
После работал в СибНИА, где с 1946 по 1948 был начальником группы, с 1948 по 1950 — заместителем начальника лаборатории, потом занимал должности начальника сектора (1950—1954) и старшего научного сотрудника (1954—1983).
В Новосибирский институт инженеров железнодорожного транспорта (НИИЖТ) был заведующим кафедрой строительной механики (1954—1983) и деканом строительного факультета (1955—1957).
Умер 18 сентября 1983 года в Новосибирске. Похоронен на Заельцовском кладбище.

## Деятельность
При участии Александрова расширена лабораторная база кафедры строительных материалов НИИЖТа. С его подачи был увеличен парк испытательных машин и созданы лаборатория фотоупругости (1949), лаборатория прочности (1964) и лаборатория лазерной интерференции (1978).
Объектами его фундаментальных работ стали поляризационно-оптические методы изучения напряжений в натурных конструкциях устройств для полётов и способы решения пространственной задачи теории упругости.
Основатель научной школы по трёхслойным конструкциям.
Под руководством учёного были защищены восемь докторских и 28 кандидатских диссертаций. Александровым было написано свыше 200 научных трудов и получено шесть авторских свидетельств.

## Труды
- по алгебре,
- теории функций комплексного переменного
- по интегральным уравнениям.

## Публикации
- 1973 — «Конструкции с заполнителями из пенопластов», 2-е изд., М.;
- 1973 — «Поляризационно-оптические методы механики деформируемого твёрдого тела» (совместно с М.Х. Ахметзяновым), М.;
- 1978 — «Пространственные задачи теории упругости: применение методов теории функций комплексного переменного»[4] (совместно с Ю.И. Соловьёвым), М.

## Награды
- 1965 — Премия им. Б.Г. Галёркина.
- 1966 — Заслуженный деятель науки и техники РСФСР.
- 1980 — Государственная премия СССР.

## Память
С 2002 года Сибирский государственный университет путей сообщения поощряет активную исследовательскую работу стипендией, названной в честь Александрова.